# Vuco IV
Vuco IV je četvrti studijski album hrvatskog glazbenika Siniše Vuce. Objavljen je 1997. u izdanju diskografske kuće Croatia Records.

## Popis pjesama
| Br. | Skladba             | Trajanje |
| --- | ------------------- | -------- |
| 1.  | »Evo mene Dunave«   | 4:14     |
| 2.  | »Upamtit ćeš«       | 3:23     |
| 3.  | »Zbogom ženo«       | 3:00     |
| 4.  | »Uzalud«            | 3:34     |
| 5.  | »E, draga, draga«   | 4:17     |
| 6.  | »Mornarska«         | 4:38     |
| 7.  | »Moja draga putuje« | 3:15     |
| 8.  | »Splite grade«      | 3:29     |
| 9.  | »Razbolio se ja«    | 4:08     |
| 10. | »Šta je, šta je?«   | 3:40     |
| 11. | »Ulica«             | 3:23     |
| 12. | »Zaboravi«          | 5:26     |